# Thomas de Sutton
Thomas de Sutton, Thomas Sutton, né vers 1230 et mort après 1315, fut un théologien dominicain anglais.

## Biographie
Thomas de Sutton est issu d'une famille anglo-normande de la région de Nottingham. Il était le neveu de Olivier de Sutton évêque de Lincoln,.

## Ouvrages
Il est l'auteur de plusieurs écrits théologiques.
Sutton a été un des premiers à diffuser les thèses et l'enseignement de Saint Thomas d'Aquin à l'Université de Oxford. En introduisant des thèses aristotéliciennes, il provoqua des conflits avec Robert Kilwardby archevêque de Canterbury.
Parmi ses ouvrages nous trouvons :
- De generatione et corruptione
- Liber propugnatorius, qu'on attribue aussi à Thomas Anglicus (Thomas Jorz)?)
- De esse et essentia.
- Johannes Schneider (éd.), Thomas de Sutton, Quaestiones ordinariae, Bayerische Akademie der Wissenschaften, 1977.

### Sources
- A.B. Emden, A Biographical register of the University of Oxford, II (Oxford, 1958)
- J. Quétif et J. Echard, Scriptores Ordinis Fratrum  Praedicatorum, I (Paris, 1719)